# Jarvis Tyner

Jarvis Tyner (1976)

Jarvis Tyner (* 11. Juli 1941 in Philadelphia, Pennsylvania) ist ein US-amerikanischer Politiker (CPUSA).

## Leben
Tyner lebte bis 1967 in seiner Geburtsstadt, bevor im selben Jahr nach New York umzog, um dort als nationaler Vorsitzender der W.E.B. Du Bois Clubs of America, einer der Kommunistischen Partei der USA (CPUSA) nahestehenden Jugendorganisation, tätig zu sein. 1970 wurde er der erste Vorsitzende der aus dieser hervorgegangenen Young Workers Liberation League.
Bei den US-Präsidentschaftswahlen 1972 und 1976 kandidierte er für das Amt des US-Vizepräsidenten an der Seite Gus Halls.
Von 1972 bis 1980 sowie von 1984 bis 2014 war Tyner stellvertretender Vorsitzender der CPUSA.

## Familie
Jarvis Tyner ist der Bruder von McCoy Tyner, einem bekannten Jazzmusiker.